# Parafia św. Jana Chrzciciela w Nowym Dworze
Parafia pw. Świętego Jana Chrzciciela w Nowym Dworze – rzymskokatolicka parafia należąca do  dekanatu Dąbrowa Białostocka, archidiecezji białostockiej, metropolii białostockiej. 

## Zasięg parafii
Do parafii należą wierni z następujących miejscowości: Nowy Dwór, Bieniowce, Bobra Wielka, Chilmony, Chworościany, Dubaśno, Dubnica Kurpiowska, Grzebienie-Kolonia, Jaginty, Koniuszki, Kudrawka kol., Plebanowce, Rogacze, Sieruciowce, Talki.

## Historia parafii
Parafia została utworzona w 1504 roku. Obecna świątynia parafialna pochodzi z XVI wieku, przebudowana w XIX wieku.

## Kościół parafialny
Kościół parafialny pw. świętego Jana Chrzciciela – murowany, kościół wybudowany w XVI wieku, przebudowany w latach 1877-1878.